# Dichotomius puncticollis
Dichotomius puncticollis là một loài bọ cánh cứng trong họ Bọ hung (Scarabaeidae).